# Správní obvod obce s rozšířenou působností Šumperk
Správní obvod obce s rozšířenou působností Šumperk je od 1. ledna 2003 jedním ze tří správních obvodů rozšířené působnosti obcí v okrese Šumperk v Olomouckém kraji. Čítá 36 obcí.
Města Šumperk a Hanušovice jsou obcemi s pověřeným obecním úřadem.

## Seznam obcí
Poznámka: Města jsou vyznačena tučně.
- Bludov
- Bohdíkov
- Bohutín
- Branná
- Bratrušov
- Bušín
- Dlouhomilov
- Dolní Studénky
- Hanušovice
- Hraběšice
- Hrabišín
- Chromeč
- Jakubovice
- Janoušov
- Jindřichov
- Kopřivná
- Libina
- Loučná nad Desnou
- Malá Morava
- Nový Malín
- Olšany
- Oskava
- Petrov nad Desnou
- Písařov
- Rapotín
- Rejchartice
- Ruda nad Moravou
- Sobotín
- Staré Město
- Sudkov
- Šléglov
- Šumperk
- Velké Losiny
- Vernířovice
- Vikantice
- Vikýřovice

## Obyvatelstvo
| Rok  | Obyv.  | ± %    |
| ---- | ------ | ------ |
| 1869 | 78 285 | —      |
| 1880 | 82 027 | +4,8 % |
| 1890 | 85 730 | +4,5 % |
| 1900 | 86 018 | +0,3 % |
| 1910 | 88 583 | +3 %   |

| Rok  | Obyv.  | ± %     |
| ---- | ------ | ------- |
| 1921 | 82 956 | −6,4 %  |
| 1930 | 88 596 | +6,8 %  |
| 1950 | 60 806 | −31,4 % |
| 1961 | 65 458 | +7,7 %  |
| 1970 | 67 429 | +3 %    |

| Rok  | Obyv.  | ± %    |
| ---- | ------ | ------ |
| 1980 | 72 871 | +8,1 % |
| 1991 | 73 593 | +1 %   |
| 2001 | 73 601 | +0 %   |
| 2011 | 69 405 | −5,7 % |
| 2021 | 66 016 | −4,9 % |